# Comuna Reasnopil, Berezivka
Reasnopil (în ucraineană Ряснопіль) este o comună în raionul Berezivka, regiunea Odesa, Ucraina, formată din satele Ivanivka, Osnova, Petrivka, Reasnopil (reședința) și Suhîne.

## Demografie
Componența lingvistică a comunei Reasnopil
     Ucraineană (94,3%)
     Rusă (2,34%)
     Română (1,79%)
     Alte limbi (0,78%)
Conform recensământului din 2001, majoritatea populației comunei Reasnopil era vorbitoare de ucraineană (94,3%), existând în minoritate și vorbitori de rusă (2,34%) și română (1,79%).